# 에스페란토 문화
에스페란토 운동의 120여 년의 역사를 거치면서, 에스페란토로 씌여진, 또는 에스페란토를 사용한 수많은 문학·음악·기타 문화적 매체가 발달하였다. 현재까지 창작물과 번역물을 통틀어 에스페란토로 쓰인 2만 5천여 권의 책들이 출판되었고, 또 100여 개의 에스페란토 정기 간행물들이 존재한다. 이 말고도, 에스페란토 사용자(에스페란티스토)들의 공동체는 에스페란토기나 자멘호프의 날 등의 상징물을 통해 공동체 의식을 고취시킨다.

## 대중 매체
현재 에스페란토로 쓰인 100여 권의 정기 간행물들이 존재한다. 이들은 일반적인 대중을 대상으로 하고 뉴스 따위를 다루는 신문 말고도, 과학이나 문학 따위에 대한 전문적 간행물들도 존재한다.
《모나토》(에스페란토: Monato, 개월)는 뉴스 월간지로, 마치 《타임》이나 《뉴스위크》와 유사하지만 에스페란토로 쓰여진다. 프랑스의 유명한 월간지 《르 몽드 디플로마티크》 도 에스페란토로 출판된다.
주로 에스페란토 운동에 대한 내용을 다루는 잡지로는 러시아에서 출판되는 《온도 데 에스페란토》(에스페란토: La Ondo de Esperanto, 에스페란토 물결)와 온라인의 《리베라 폴리오》(에스페란토: Libera Folio) 가 있다.
또한, 에스페란토로 진행되는 상당수의 라디오 방송이 존재한다. 예를 들어, 중국국제방송 및 라디오 하바나 쿠바(Radio Habana Cuba), 바티칸 라디오(Radio Vatican), 이탈리아의 Radio Audizioni Italiane, 폴란드의 Radio Polonia, 독일의 Radio FREI 등이 에스페란토로 방송한다.

## 문학
에스페란토가 국제 보조 언어라는 성격 상, 번역 문학이 중요한 위치를 차지하지만, 원래부터 에스페란토로 씌어진 상당량의 창작 문학이 존재한다. 특히, 컬로처이 칼만, 버기 줄러, 레몽 슈바르츠, 윌리엄 올드 등이 에스페란토 문학의 고전을 차지한다.

## 음악
역사적으로, 수많은 민속 음악이 에스페란토로 변역되었다. 오늘날에는 에스페란토로 쓰여진 록 음악 및 기타 음악 장르가 존재한다.

## 영화
에스페란토에 대한 최초의 영화는 1936년의 《안타우엔》(에스페란토: Antaŭen!, 앞으로!)이다. 이는 에스페란토를 홍보하는 무성 영화였다.
1959년에는 일본어와 에스페란토 2개국어로 촬영된 영화 《얀 아리마 노 슈게키》(일본어: ジャン有馬の襲撃, 얀 아리마의 습격)이다. 순수하게 에스페란토로 쓰여진 최초의 영화는 1964년의 《안고로이》(에스페란토: Angoroj, 고뇌)이다. 1965년에는 에스페란토로 쓰여진 호러 영화 《인쿠부스》(Incubus)가 개봉하였다. 《인쿠부스》의 주 배우는 이후 《스타 트렉》으로 유명해진 윌리엄 샤트너이다.
이후 2003년까지 적어도 14편의 장편 영화 및 3편의 단편 영화가 개봉되었다. 2011년에는 에스페란토에 대한 단편 다큐멘터리인 《유니버설 랭귀지》(영어: The Universal Language, 세계어)가 개봉되었다.

## 에스페란토 공동체
에스페란티스토들의 공동체는 여러 상징물들을 가진다. 예를 들어, 에스페란토기와 언어가(言語歌) 라 에스페로, 또 자멘호프의 날(매년 12월 15일) 등이 있다.

## 같이 보기
- 에스페란토 문학
- 에스페란토 음악